# Relações entre Coreia do Sul e Tailândia
As relações entre Coréia do Sul e Tailândia são as relações bilaterais entre a Tailândia e a Coreia do Sul. Os dois países estabeleceram relações diplomáticas em 1º de outubro de 1958.
Durante a Guerra da Coréia, a Tailândia foi a segunda nação a enviar tropas, com um total de mais de 10.000 para apoiar a Coreia do Sul, logo depois dos Estados Unidos. As vítimas tailandesas incluíram 137 mortos e mais de 300 feridos.
O Ministério da Indústria informou que a Tailândia e a Coreia do Sul tiveram um valor comercial de US$ 11,7 bilhões em 2017. Em 2020, 400 empresas sul-coreanas investiram na Tailândia, e o comércio entre a Tailândia e a Coreia do Sul está em cerca de US$ 15 bilhões (470 bilhões de bahts tailandeses) anualmente.

## Relações culturais
Desde 2015, grupos pop e dramas de televisão coreanos cresceram em popularidade na Tailândia, na chamada "onda coreana" foi citado para explicar o fenômeno. O K-pop em particular influenciou a comida tailandesa, a moda e o interesse pela cirurgia plástica.